# Такіс Ніколудіс
Дімітріос "Такіс" Ніколудіс (грец. Δημήτριος "Τάκης" Νικολούδης, нар. 26 серпня 1951, Салоніки) — грецький футболіст, що грав на позиції півзахисника.
Виступав, зокрема, за клуб «Іракліс», а також національну збірну Греції.
П'ятиразовий чемпіон Греції. Чотириразовий володар Кубка Греції. Володар Суперкубка Греції.

## Клубна кар'єра
У дорослому футболі дебютував 1970 року виступами за команду «Іракліс», в якій провів шість сезонів, взявши участь у 237 матчах чемпіонату. Більшість часу, проведеного у складі «Іракліса», був основним гравцем команди. За цей час виборов титул володаря Кубка Греції.
Згодом з 1976 по 1984 рік грав у складі команд АЕК, «Олімпіакос» та знову АЕК. Протягом цих років додав до переліку своїх трофеїв два титули чемпіона Греції, знову ставав чемпіоном Греції (тричі), володарем Кубка Греції (двічі), володарем Кубка Греції.
Завершив ігрову кар'єру у команді «Аполлон» (Каламарія), за яку виступав протягом 1984—1986 років.

## Виступи за збірну
У 1971 році дебютував в офіційних матчах у складі національної збірної Греції.
У складі збірної був учасником чемпіонату Європи 1980 року в Італії.
Загалом протягом кар'єри в національній команді, яка тривала 10 років, провів у її формі 22 матчі, забивши 4 голи.

## Титули і досягнення
- Чемпіон Греції (5):

АЕК: 1977-1978, 1978-1979
«Олімпіакос»: 1979-1980, 1980-1981, 1981-1982
- Володар Кубка Греції (4):

«Іракліс»: 1975-1976
АЕК: 1977-1978, 1982-1983
«Олімпіакос»: 1980-1981
- Володар Суперкубка Греції (1):

«Олімпіакос»: 1980